# فهرست فیلم‌های مرتبط با اسلام
این فهرستی از فیلم‌ها، مجموعه‌های تلویزیونی و برنامه‌های مرتبط با تمدن اسلامی، یعنی اسلام، تاریخ اسلام و فرهنگ اسلامی است. برای طبقه‌بندی آسان، این مقاله اصطلاحات زیر را چنین تعریف می‌کند:
- «مستند» به فیلم‌ها و مجموعه‌های آموزشی با ماهیت آموزنده گفته می‌شود.
- «فیلم» به فیلم‌های درامی گفته می‌شود که از یک روایت یا داستان پیروی می‌کنند.
- تلویزیون به مجموعه‌ها، برنامه‌ها و نمایش‌هایی گفته می‌شود که بیش از یک قسمت باشند.

|  |

## فیلم‌های کوتاه
- ۱۰۰۱ اختراع و کتابخانهٔ اسرار، با حضور بن کینگزلی در نقش بدیع‌الزمان جزری.

## تاریخی

### جنگ‌های صلیبی و حملات مغول‌ها

#### مستند
- سلطان و قدیس (پی‌بی‌اس، ۲۰۱۶) دربارهٔ ملاقات سلطان الکامل محمد بن عادل مصر و فرانسیس آسیزی.
- جنگ‌های صلیبی، نگاه عرب (الجزیره، ۲۰۱۶) بر اساس کتاب «جنگ‌های صلیبی از نگاه اعراب» اثر امین معلوف.

#### فیلم
- صلاح‌الدین پیروز (مصر، ۱۹۶۳) در مورد صلاح‌الدین، با ترسیم شباهت‌هایی بین او و جمال عبدالناصر.
- ملکشاه (ترکیه-ایران، ۱۹۶۹)
- صلاح‌الدین ایوبی (ترکیه-ایران، ۱۹۷۰)
- قلمرو بهشت (۲۰۰۵)، فیلم وسترن دربارهٔ جنگ‌های صلیبی، که در جهان اسلام به دلیل بازنمایی مثبت آن از اسلام و مسلمانان مورد استقبال قرار گرفت.
- دیرنیش کاراتای (ترکیه، ۲۰۱۸) سلال‌الدین کاراتای و اخی اوران را به تصویر می‌کشد.
- ملازگیر ۱۰۷۱ بر اساس نبرد ملازگرد.

#### تلویزیون
- آخری چاتان (اردو: آخرین صخره) (پاکستان، ۱۹۸۵)، مجموعه‌ای بر پایه رمان تاریخی به همین نام اثر نسیم حجازی که حمله مغول به امپراتوری خوارزمشاهیان و پس از آن سقوط بغداد را به تصویر می‌کشد.
- صلاح‌الدین ایوبی (۲۰۰۱)، مجموعه عربی دربارهٔ صلاح‌الدین ایوبی و جنگ‌های صلیبی.
- الظاهر بیبارس (۲۰۰۵)، مجموعه عربی دربارهٔ سلطان ظاهر رکن‌الدین بیبرس بندقداری مملوک.
- رستاخیز: امپراتوری بزرگ سلجوقی (۲۰۲۰)، مجموعه ترکی دربارهٔ زندگی ملکشاه یکم و پسرش احمد سنجر از امپراتوری سلجوقی.
- من جلال‌الدینم (ترکیه، ۲۰۲۱)، مجموعه‌ای بر اساس تهاجمات جلال‌الدین خوارزمشاه و مغول.
- فاتح قدس صلاح‌الدین ایوبی (۲۰۲۳)، مجموعه پاکستانی-ترکی دربارهٔ صلاح‌الدین ایوبی و جنگ‌های صلیبی.

### خلافت عثمانی

#### مستند
- عثمانی‌ها: امپراتورهای مسلمان اروپا (بی‌بی‌سی، ۲۰۱۳) در مورد امپراتوری عثمانی.
- ظهور امپراتوری‌ها: عثمانی (نتفلیکس، ۲۰۲۰)

#### فیلم
- الهلال (هند، ۱۹۳۵) در مورد جنگ‌های عثمانی و بیزانس.
- فتح قسطنطنیه (ترکیه، ۱۹۵۱) در مورد فتح قسطنطنیه.
- فتح ۱۴۵۳ (ترکیه، ۲۰۱۲) در مورد فتح قسطنطنیه توسط سلطان محمد دوم.

#### تلویزیون
- فاتح (ترکیه، ۲۰۱۳) دربارهٔ زندگی هفتمین سلطان عثمانی، محمد دوم.
- سدهٔ باشکوه (ترکیه، ۲۰۱۱) در مورد زندگی دهمین سلطان عثمانی، سلیمان یکم و سدهٔ باشکوه: کوسم (ترکیه، ۲۰۱۵) در مورد زندگی کوسم سلطان.
- پایتخت:عبدالحمید (ترکیه، ۲۰۱۷) در دوران سلطنت سی و چهارمین سلطان عثمانی، عبدالحمید دوم، بر اساس بازنگری تاریخی اسلام‌گرایی.
- امپراتوری آتشین (۲۰۱۹)، مجموعه عربی در مورد امپراتوری عثمانی و سلطنت ممالیک.
- قیام ارطغرل (۲۰۱۴) و دنباله، قیام عثمان (۲۰۱۹)، مجموعه ترکی در مورد ارطغرل، عثمان یکم و تأسیس امپراتوری عثمانی.
- بارباروس: شمشیر دریای مدیترانه (ترکیه، ۲۰۲۱) بر زندگی بارباروس خیرالدین پاشا، دریاسالار عثمانی قرن شانزدهم.

### زندگی‌نامه

#### مستند
- غزالی: کیمیاگر سعادت (۲۰۰۴)، دربارهٔ زندگی محقق اسلامی غزالی.
- شاهزاده در میان بردگان (پی‌بی‌اس، ۲۰۰۶) دربارهٔ زندگی مسلمان آفریقایی برده شده در می‌سی‌سی‌پی، عبدالرحمن ابراهیما سوری.
- جاده ای به مکه - سفر محمد اسد (۲۰۰۸) دربارهٔ زندگی و تغییر دین محمد اسد.
- سفر به مکه (نشنال جئوگرافیک، ۲۰۰۹) در سفرهای ابن بطوطه.
- مردی که در سراسر جهان راه می‌رفت (بی‌بی‌سی چهار). مجموعه‌ای از سفرنامه‌های مستند به پیروی از ابن بطوطه، محقق مراکشی قرن چهاردهم، که ۷۵۰۰۰ مایل، ۴۰ کشور و سه قاره را در یک اودیسه ۳۰ ساله طی کرد.

#### فیلم
- عمر مختار (لیبی، ۱۹۸۱) دربارهٔ زندگی عمر مختار.
- مالکوم ایکس (۱۹۹۲)، فیلم آمریکایی دربارهٔ زندگی، تغییر دین و حج مالکوم ایکس.
- مرد آزاد (ترکیه، ۲۰۱۱) در مورد زندگی سعید نورسی.
- مردان آزاد (فرانسه، ۲۰۱۱)، در مورد زندگی عبدالقادر بن غبریط.

#### تلویزیون
- الطبری (مصر، ۱۹۸۷) دربارهٔ زندگی مورخ و مفسر مسلمان، محمد بن جریر طبری.
- بام جهان (سوریه، ۲۰۰۷) در سفرهای ابن فضلان، جهانگرد عرب قرون وسطایی.
- نردبام آسمان (ایران، ۱۳۸۸) دربارهٔ اخترشناس ایرانی غیاث‌الدین جمشید کاشانی.

### تصوف
- یونس امره: سفر عشق (ترکیه، ۲۰۱۵) دربارهٔ شاعر صوفی ترک یونس امره.
- ماوراء (ترکیه، ۲۰۲۱) دربارهٔ زندگی صوفی ترک خواجه احمد یسوی.
- سفر عشق: هاچی بایرام ولی (۲۰۲۲) یک مجموعه ترکی دربارهٔ زندگی صوفی حاجی بایرام ولی.

## فرهنگ

### عمومی

#### مستند
- فرهنگ ملل - مسلمانان (ایران، ۱۹۹۴) نمایش زندگی و فرهنگ مسلمانان در کشورهای مختلف.
- روی طناب (۲۰۰۷)، مستند اویغور در مورد تجربه مسلمانان اویغور در چین.
- جاه طلبی محجبه (۲۰۰۷)
- عجایب هفتگانه جهان اسلام (پی‌بی‌اس، ۲۰۰۸)
- مؤذن (۲۰۰۹)، مستند ترکی در مورد مسابقه سالانه ترکیه برای بهترین مؤذن.
- هنر اسلامی: آیینه جهان نامرئی (پی‌بی‌اس، ۲۰۱۲) در مورد توسعه هنر اسلامی و معماری اسلامی.

#### فیلم
- سموم (ترکیه، ۲۰۰۸) فیلم ترسناکی که به موضوعات شیاطین و جن‌گیری در اسلام می‌پردازد.
- منافق (۲۰۱۶) و منافق ۲ (۲۰۱۸)، فیلم‌های ترسناک مالزیایی که به موضوعات جن و جن‌گیری در اسلام می‌پردازند.

#### تلویزیون
- مسلمان تمام آمریکایی (تی‌ال‌سی، ۲۰۱۱)

### کمدی

#### مستند
- مسلمانان می‌آیند! (۲۰۱۳)

#### فیلم
- به دنبال کمدی در جهان اسلام (۲۰۰۵)
- مکه من می‌آیم (۲۰۱۹)

#### تلویزیون
- مسجد کوچکی در مرغزار (سی‌بی‌سی، ۲۰۰۷)
- شهروند خان (بی‌بی‌سی، ۲۰۱۲)